# Dominik Henzel
Dominik Henzel, född 7 juli 1964 i Prag, Tjeckoslovakien, är en svensk skådespelare och komiker. Han är äldre bror till Patrik Henzel.

## Karriär
Henzel är förmodligen mest känd för rollen som den stöddige "Sudden" i filmen G – som i gemenskap från 1983. Vid sidan av sina olika filmroller har Henzel även förekommit i olika reklamfilmer för bland annat chips och glasögon. Förutom sin skådespelarkarriär har Henzel även en karriär som stand up-komiker. Han har medverkat flera gånger i programmet Raw Comedy Club i Kanal 5 och brukade uppträda ofta på Big Ben Stand Up Comedy Club på puben The Big Ben på Södermalm i Stockholm. Han medverkar i avsnitt 3, säsong 2 av Solsidan där han spelar tjecken Radek, städerskan Dusanas make.

## Filmografi
- 1979 – Fjortonårslandet
- 1981 – Veckan då Roger dödades
- 1982 – Avgörandet
- 1983 – G
- 1984 – Splittring
- 1987 – Mr Big
- 1988 – Ingen kan älska som vi
- 1989 – The Resurrection of Michael Myers Part 2
- 2001 – Brudlopp
- 2004 – Spung (TV-serie)
- 2005 – Supersnällasilversara och Stålhenrik (TV-serie)
- 2005 – Kommissionen (TV-serie)
- 2005 – Kvalster (TV-serie)
- 2006 – Lilla Jönssonligan & stjärnkuppen
- 2007 – Playa del sol (TV-serie)
- 2011 – Solsidan (TV-serie)
- 2012 – Dance Music Now
- 2013 – Allt faller (TV-serie)
- 2016 – Springfloden (TV-serie)
- 2025 – Serietecknaren